# Albrecht Gustav von Manstein
Albert Ehrenreich Gustav von Manstein (ur. 24 sierpnia 1805 w Willnischken, powiat Gumbinnen, Prusy Wschodnie, zm. 11 maja 1877 we Flensburgu) – pruski wojskowy, generał piechoty (General der Infanterie), uczestnik II wojny o Szlezwik, wojny prusko-austriackiej oraz francusko-pruskiej.
Manstein został w 1864 roku odznaczony orderem Pour le Mérite oraz Krzyżem Kawalerskim Orderu Marii Teresy. W 1872 roku otrzymał z rąk cesarza Wilhelma I Wielki Krzyż Orderu Czerwonego Orła. W tym samym roku otrzymał tytuł honorowego obywatela miasta Altona.
Syn Gustava, Georg von Manstein adoptował późniejszego feldmarszałka Ericha von Mansteina.

## Odznaczenia
W trakcie służby wojskowej gen. von Manstein otrzymał:
- Order Orła Czarnego (Prusy)
- Krzyż Wielki Orderu Orła Czerwonego z liśćmi dębu, mieczami i mieczami na pierścieniu (Prusy)
- Order Orła Czerwonego I klasy z liśćmi dębu i mieczami (Prusy)
- Wieki Komandor Orderu Hohenzollernów z mieczami i brylantami (Prusy)
- Order Pour le Mérite z liśćmi dębu (Prusy)
- Krzyż Żelazny I klasy (Prusy)
- Krzyż Wielki Order Ludwika (Hesja)
- Krzyż Wojskowy Zasługi (Hesja)
- Krzyż Wielki z koroną w złocie Orderu Korony Wendyjskiej (Meklemburgia)
- Krzyż Zasługi Wojskowej I klasy (Meklemburgia)
- Krzyż Zasługi za Odznaczenie się Podczas Wojny (Meklemburgia)
- Kawaler Orderu Marii Teresy (Austro-Węgry)
- Order Świętego Jerzego IV klasy (Imperium Rosyjskie)